# Двужильный, Юрий Михайлович

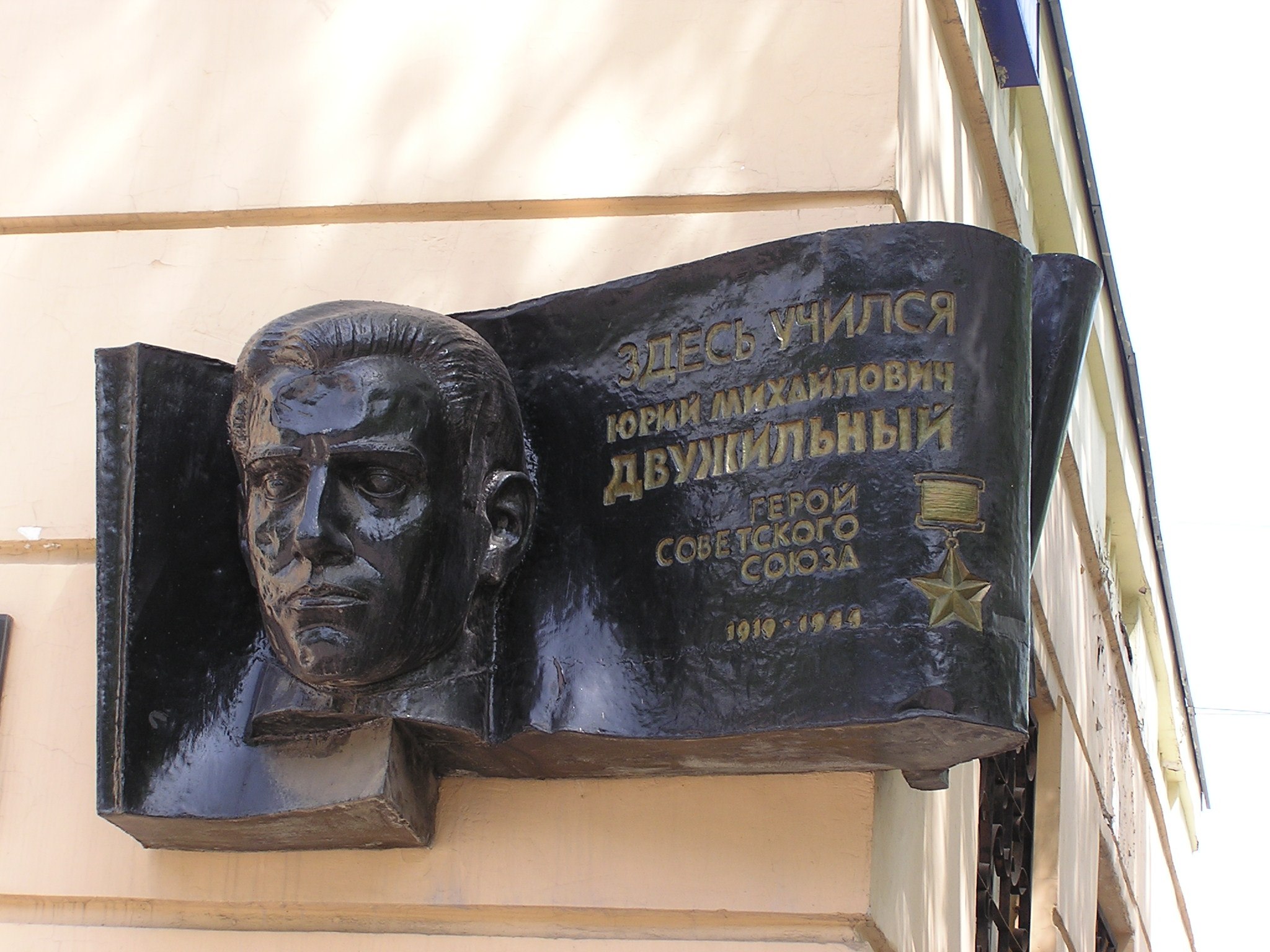
Мемориальная табличка на школе № 2 в Донецке, где учился Юрий Михайлович Двужильный

Юрий Михайлович Двужильный (25 августа 1919 — 26 июня 1944) — Герой Советского Союза, командир батальона, капитан.

## Биография
Юрий Михайлович Двужильный родился в посёлке Константиновка ныне Донецкой области.
В городе Кемерово окончил среднюю школу № 12, учился в одном классе с Верой Волошиной, был её близким другом. После окончания школы поступил в Ленинградский институт ГВФ (Гражданский воздушный флот) на факультет аэродромного строительства. В 1940 году пошёл добровольцем в Красную Армию, принимал участие в советско-финской войне. За мужество и героизм был награждён орденом Красного Знамени. Затем продолжил обучение в институте ГВФ, который в 1941 году был преобразован в военно-воздушную академию Красной Армии. Осенью 1941 года академия эвакуирована в Йошкар-Олу.
В начале 1942 года окончил академию. Техник-лейтенант. Служил на севере в должности старшего техника 3-й аэродромно-строительной роты 26-го отдельного инженерного аэродромно-строительного батальона.
Осенью 1942 года окончил в Архангельске курсы «Выстрел», присвоено звание старший лейтенант.
С февраля 1943 года — на фронте в 259-й стрелковой дивизии 3-й Гвардейской армии. Командир стрелковой роты, затем — 1-го стрелкового батальона 939-го стрелкового полка. Участвовал в освобождении Донбасса. Приказом по  армии от 10 июля награждён орденом Красного Знамени. Осенью 1943 года в боях был ранен. После излечения был назначен командиром 3-го батальона 878-го стрелкового полка 290-й стрелковой дивизии 49-й армии 2-го Белорусского фронта.
Капитан Двужильный отличился при освобождении Могилёвской области. 23 и 24 июня 1944 года батальон Двужильного севернее города Чаусы форсировал реки Проня и Бася, с боями взял позиции противника, освободил деревни Сусловка и Поповка. 25 июня батальон отразил 6 контратак противника.
26 июня 1944 года, во взаимодействии с взводом полковой разведки под командованием старшего лейтенанта Алексея Маякина батальон вступил в бой за деревню Хорошки. В деревне находилось несколько дзотов. Противник не собирался без боя сдавать деревню, так как она прикрывала проходящее в 1,5 километрах от неё шоссе из Могилёва, по которому отступали гитлеровские войска. Разведчики проникли в тыл противника и нанесли удар, захватив несколько огневых точек. Противник бросил против них самоходки и танки, и им пришлось отойти, отвлекая на себя основные силы. Это позволило батальону Двужильного атаковать деревню и выбить из неё гитлеровцев. В критический момент боя капитан Двужильный повёл батальон в контратаку. Преследуя отступающего противника, Двужильный попал под артиллерийский огонь и был убит осколком на берегу реки Реста.
Ещё перед войной Юрий сделал предложение своей однокласснице и невесте, впоследствии разведчице Вере Волошиной; она героически погибла в ноябре 1941 года, пожениться они не успели.
Но пути влюбленных все же соединились. В городе их детства Кемерово есть улица Веры Волошиной, которая пересекается с улицей Героя Советского Союза Юрия Двужильного.
Сестра — Нина Двужильная, советский учёный-химик, Лауреат Сталинской премии.
Двужильный был похоронен в братской могиле вместе с 32 бойцами своего батальона.

## Награды
- Указом Президиума Верховного Совета СССР от 24 марта 1945 года капитану Двужильному было присвоено звание Героя Советского Союза.
- Орден Ленина.
- Два ордена Красного Знамени.

## Память
- Похоронен в братской могиле в деревне Хорошки Могилёвской области. Установлен обелиск.
- Приказом Министра обороны СССР Ю. М. Двужильный навечно зачислен в списки Военного инженерного института имени А. Ф. Можайского.
- Имя Героя носит судно Азовского морского пароходства.
- Именем Героя названы:
  - улица в городе Кемерово, Хорошки
  - школа № 2 города Донецка
  - привокзальная площадь в г. Константиновка
  - средняя школа в аг. Сухари Могилёвского района[1]
  - парк в аг. Сухари Могилёвского района